# Sauropus heteroblastus
Sauropus heteroblastus är en emblikaväxtart som beskrevs av Airy Shaw. Sauropus heteroblastus ingår i släktet Sauropus och familjen emblikaväxter. Inga underarter finns listade i Catalogue of Life.